# Hendaia
Hendaia (en francès i oficialment Hendaye) és una localitat francesa del departament dels Pirineus Atlàntics en el territori basc de Lapurdi al País Basc del Nord. Limita al nord amb la mar Cantàbrica, a l'est amb la commune d'Urruña al sud amb Biriatu i a l'oest amb el riu Bidasoa i la badia de Txingudi. El nom significa "gran badia" i la ciutat és un important port pesquer, així com seu de l'estació ferroviària internacional entre França i Espanya. A més, la ciutat compta amb un balneari molt conegut i que ha donat grans moments històrics a la localitat. Té 12.596 habitants.
La ciutat està al curs mitjà del Bidasoa, a prop hi ha l'Illa dels Faisans un lloc carregat d'història, ja que el 1463 el rei francès Lluís XI de França va tenir una trobada amb Enric IV de Castella. El 1526 Francesc I de França, que havia estat fet presoner a la batalla de Pavia, va ser alliberat en aquesta illa a canvi de dos dels seus fills que van estar empresonats durant 4 anys. El 1615 hi va tenir lloc un intercanvi d'infantes reials, Isabel, germana de Lluís XIII, promesa amb el fill de Felip III i Anna d'Àustria, germana d'aquest últim que era la promesa de Lluís XIII. El 1659 s'hi va signar la Pau dels Pirineus de conseqüència nefasta per a la història de Catalunya, juntament amb l'acord nupcial entre Lluís XIV i Maria Teresa, filla de Felip IV. A partir del tractat de 1856, l'Illa dels Faisans pertany tant a França com a Espanya i des de 1901 ambdós països mantenen la sobirania per torns, sis mesos cada un.
El 23 d'octubre de 1940 va tenir lloc a Hendaia la famosa entrevista entre Franco i Hitler per debatre la participació espanyola a la II Guerra Mundial.

## Evolució demogràfica
| Evolució de la població |      |      |      |      |      |      |      |      |
| 1793                    | 1800 | 1806 | 1821 | 1831 | 1836 | 1841 | 1846 | 1851 |
| 481                     | 241  | 295  | 340  | 409  | 432  | 470  | 438  | 466  |

| 1856 | 1861 | 1866 | 1872  | 1876  | 1881  | 1886  | 1891  | 1896  |
| ---- | ---- | ---- | ----- | ----- | ----- | ----- | ----- | ----- |
| 427  | 456  | 617  | 1 084 | 1 453 | 1 806 | 2 019 | 2 050 | 2 039 |

| 1901  | 1906  | 1911  | 1921  | 1926  | 1931  | 1936  | 1946  | 1954  |
| ----- | ----- | ----- | ----- | ----- | ----- | ----- | ----- | ----- |
| 3 215 | 3 331 | 4 213 | 4 632 | 5 653 | 6 939 | 6 436 | 6 251 | 6 933 |

| 1962  | 1968  | 1975  | 1982   | 1990   | 1999   | 2006 | 2011 | 2016 |
| ----- | ----- | ----- | ------ | ------ | ------ | ---- | ---- | ---- |
| 7 204 | 8 006 | 9 470 | 10 572 | 11 578 | 12 596 | -    | -    | -    |

| 2019 | - | - | - | - | - | - | - | - |
| ---- | - | - | - | - | - | - | - | - |
| -    | - | - | - | - | - | - | - | - |

## Administració
| Període   | Identitat                | Partit |
| --------- | ------------------------ | ------ |
| 1953-1965 | Laurent Pardo            |        |
| 1965-1981 | Jean-Baptiste Errecart   | PS     |
| 1981-2001 | Raphaël Lassallette      | PS     |
| 2001-2008 | José-Louis Écénarro      | PS     |
| 2008-     | Jean-Baptiste Sallaberry |        |

## Agermanaments
- Viana do Castelo
- Peebles